# 晋东南专区
晋东南专区，山西省已撤消的专区。1949–1958年称作长治专区。在今山西省东南部。
辖武乡、沁县、黎城、壶关、晋城、阳城等县。专员公署驻长治市。1960年设沁源、平顺、陵川、沁水、襄垣五县。1961年设高平、屯留、长子三县。1962年设长治、潞城二县。1967年改置晋东南地区。

## 晋东南地区
晋东南地区辖原晋东南专区的长治县、潞城县、屯留县、长子县、沁水县、阳城县、晋城县、高平县、陵川县、壶关县、平顺县、黎城县、武乡县、襄垣县、沁县、沁源县，共16县。
1983年7月28日，撤销晋城县，设立晋城市（县级）；将长治、潞城2县划归长治市管辖。
1985年4月30日，撤销晋东南地区，晋城市升为地级市，将沁水、阳城、高平、陵川4县划归晋城市管辖，将襄垣、屯留、平顺、黎城、壶关、长子、武乡、沁县、沁源9县划归长治市管辖。